# Лихачев, Александр Петрович
Лихачев Александр Петрович (18 ноября 1933, совхоз Диктатура, Московская область — 29 ноября 2021, Москва) — советский и российский геолог, доктор геолого-минералогических наук, специалист в области изучения рудообразующих магматических процессов и генезиса платино-медно-никелевых месторождений.

## Детство и юность
Лихачёв Александр Петрович родился в с. Вольновка Аткарского района Саратовской области (зарегистрирован в Плавском районе ныне Тульской области по месту жительства семьи), когда его мама приехала навестить своих родителей.
Отец — Лихачев Петр Тихонович, 1909 г.р., механик. Был призван рядовым в армию и отправлен на фронт с первых дней войны. Вернулся с фронта (демобилизован) в 1943 г. по причине многочисленных ранений.
Мама Лихачева (Сазонова) Александра Егоровна, 1909 г.р., сельский работник, домохозяйка. Умерла в ноябре 1941 г. по причине воспаления крови.
В первый класс пошёл в 1941 г. в школе совхоза Нестеровский Аткарского района Саратовской области.
После смерти матери, Александра с младшей сестрой забрали к себе в Вольновку бабушка с дедушкой, так как отец был на фронте. Продолжил обучение в местной школе.
В 1943 году отец вернулся с фронта и забрал детей к себе. Часто переезжали с места на место, так как отец занимался восстановлением сельскохозяйственной техники. Александр много раз менял школы.
С 1947 по 1949 год учился в Аткарском железнодорожном училище, а затем работал в Аткарске слесарем паровозного депо.
В 1950 году переезжает жить в Киргизию к своему дяде.

## Профессиональная и научная деятельность
1950 г — начинает трудовую деятельность в геологии рабочим в гидрогеологической партии Киргизского геологического управления (КГУ). Получает среднее образование в вечерней школе г. Фрунзе.
1951 — после обучения на специализированных курсах он продолжал работать в КГУ геофизиком-наблюдателем, коллектором и старшим коллектором, занимаясь поисками урановых месторождений и геологической съемкой различных районов Киргизии.
1954—1959 — не прекращая работать в КГУ, учился на дневном отделении Фрунзенского политехнического института, по окончании которого по собственной просьбе был направлен в Норильский горно-металлургический комбинат (НГМК).
С 1959 г работал в НГМК ст. инженером, ст. геологом, и. о. начальника партии, и. о. главного геолога рудника «Угольный ручей», занимаясь поисками и разведкой богатых руд в пределах горного отвода комбината, а также промышленной добычей руд.
В 1962 г поступает в аспирантуру ЦНИГРИ по приглашению проф. М. Н. Годлевского.
С 1962 года работает в ЦНИГРИ в должностях ст. научный сотрудник, зав. лабораторией и зав. сектором, главным и ведущим научным сотрудником. Занимался геологией платино-медно-никелевых и платиновыхместорождений и проблемами продуцирующего их мафит-ультрамафитового магматизма.
1965 г — защищает кандидатскую диссертацию на тему «Роль лейкократового габбро в формировании рудоносных дифференцированных интрузий Норильского района».
1980 г — защищает докторскую диссертацию на тему «Геология, генезис и прогнозирование медно-никелевых месторождений».
В 1980 г. был назначен главным куратором Министерства геологии СССР по никелю, кобальту и металлам платиновой группы. В его обязанность входило определение направлений геологоразведочных и научно-исследовательских работ страны, а также их координация. Был руководителем ряда научных исследований, осуществляемых организациями Министерства геологии СССР и АН СССР.
В результате экспериментальных и теоретических исследований Александром Петровичем выявлены закономерные свойства и термодинамический ряд химических элементов, определяющие их поведение в магматических и гидротермальных процессах, а также при переработке руд и других материалов. Использование выявленных закономерностей позволяет эффективно решать геологические, технологические и другие задачи, связанные с получением ценных веществ и защитой окружающей среды.

На базе достигнутых научных результатов обоснована перспективность постановки поисковых работ, приведших к открытию на Севере Красноярского края новой Маймеча-Котуйской платиноносной провинции и ряд конкретных уникальных по составу элементов рудоносных объектов.
С 1986 по 1990 г.г. работал в институте «Гинцветмет» Министерства цветной металлургии СССР. Изучал возможности использования выявленных в экспериментальных исследованиях закономерностей поведения химических элементов в металлургической практике. Были разработаны и запатентованы принципиально новые технологии, установки и оборудование, обеспечивающие высокоэффективную переработку рудных и других материалов.
1990 г — вернулся работать в ЦНИГРИ. Занимался исследованиями вопросов происхождения крупных зарубежных объектов (Бушвелд, Стиллуотер, Садбери и др.), закономерностей образования и размещения месторождений различных видов полезных ископаемых, выяснения общих вопросов геологии и геохимии, причин и условий проявления природных процессов.

## Научные достижения
- обоснование возможности появления расслоенности магматических комплексов не в результате многоразовых инъекций различных по составу малообъемных порций магм, как было принято считать, а вследствие сейсмогравитационного эффекта, вызываемого постоянными сотрясениями, свойственными всем магматическим очагам. Практическое значение этого обоснования состоит в вероятности нахождения рудных скоплений за пределами первичных горизонтов;[6]
- выявление общей закономерности в размещении месторождения золота, алмазов, нефти, газа и других полезных ископаемых. Основная суть её состоит в том, что, независимо от возраста и происхождения, большинство месторождений находится на площадях, отличающихся слабыми магнитными свойствами, по существу в немагнитных полях. Объяснены причины этой закономерности и показано, что она позволяет сокращать поисковые площади до 50 % и более;[7][8]
- создание оригинальной концепции образования планет земной группы, рассматривающей их как остатки твердых веществ (ядер) преимущественно газовых планет, потерявших газовую составляющую при первоначальной вспышке Солнца. В природе не находится механизмов и условий для самостоятельной (эволюционной) концентрации тяжелых («земных») элементов из материнского вещества космоса, в котором их менее 1 %;[9][10]
- разработка вопросов образования, поведения и фракционирования химических элементов, их изотопов и минералов в природных процессах, раскрытие причин, условий и закономерностей их возникновения и существования.[11]
- показано, что практически все геологические и другие природные процессы непроизвольны («принудительны») по своей сути. «Принудительность» является самой общей и главной причиной возникновения и эволюции веществ и состоит в их преобразовании под воздействием внешних сил и энергий. В земных условиях основным принудительным фактором является вода. Она выполняет определяющую роль при формировании планеты, при проявлении геологических процессов и образовании месторождений полезных ископаемых;[12]
- оценка опоискованности Норильского района и возможностей открытия в нём новых Pt-Cu-Ni месторождений.[13]

Результаты исследований Александра Петровича опубликованы в более, чем в 200 научных работах. Он является соавтором нескольких коллективных книг и автором оригинальной монографии, посвященной платино-медно-никелевым месторождениям.
Начиная с 1984 года, участвует в различных национальных и международных геологических конгрессах. Так, в 2020 году Лихачёв приглашён на международный геологический конгресс, который пройдёт в Нью-Дели с 9 по 14 ноября. В программе заявлены следующие выступления:
- Likhachev A.P. Mass crystallization of cumulative plagioclase on the way of the rise of mafic magmas as the reason for the accumulation of ore substances forming the Pt-Cu-Ni deposits of Norilsk region, Russia (англ.) // Abstracts 36TH INTERNATIONAL GEOLOGICAL CONGRESS. Paper Number: 869. — Delhi, India, 2020.
- Likhachev A.P. The processes of accumulation of ore substances and heavy sulfur isotope (34S) during the formation of Pt-Cu-Ni deposits in the Norilsk region of Russia (англ.) // Abstracts 36TH INTERNATIONAL GEOLOGICAL CONGRESS. Paper Number: 870. — Delhi, India, 2020.
- Likhachev A.P. The specific features of the Norilsk ore-bearing intrusions, their nature and decisive importance in the discovery of Pt-Cu-Ni deposits (англ.) // Abstracts 36TH INTERNATIONAL GEOLOGICAL CONGRESS. Paper Number 871. — Delhi, India, 2020.
- Likhachev A.P. Terrestrial planets as solid relicts (core) of conventional predominantly gas planets, lost the primary gas component under the influence of the shock wave produced during the initial outbreak of the stars (англ.) // Abstracts 36TH INTERNATIONAL GEOLOGICAL CONGRESS. Paper Number: 872. — Delhi, India, 2020.

## Патенты
1. Авторское свидетельство № 1586212 «Способ выделения железа и серы из сульфидных руд» (Лихачев А.П, Комозин П. Н.) 15.04.1990.
2. Авторское свидетельство № 1637343 «Способ выделения железа и серы из медно-никелевых руд» (Лихачев А. П., Толмачева Н. С., Кресан Ю. Н.) 26.04.1989.
3. Патент на изобретение № RU 2073733 от 22.05.1990 — «Реактор для гидротермальной переработки материалов». Автор(ы): Лихачев А. П., Комозин П. Н, Кресан Ю. Н.. Патентообладатель(и): Лихачев А. П.
4. Патент на изобретение № RU 2011119 от 12.02.1991 — «Способ переработки органического мусора». Автор(ы): Лихачев А. П.. Патентообладатель(и): Лихачев А. П.

## Награды
1. Памятная медаль Академика В. И. Смирнова. За заслуги в развитии геологических наук, 1988.
2. Медаль имени А.Е Ферсмана «За заслуги в геологии», 03.03.2014. № 323.
3. Нагрудный знак «Отличник разведки недр», 25.03.2014. № 205-лс.

## Основные научные работы
1. Лихачев А.П. Платино-медно-никелевые и платиновые месторождения. — М.: Эслан, 2006. — 496 с. — ISBN 5-94101-155-5.
2. Лихачев А. П. Роль лейкократового габбро в формировании норильских дифференцированных интрузий // Известия АН СССР, серия геологическая. — 1965. — № 10. — С. 75—88.
3. Лихачев А. П. О природе магматических месторождений // Советская геология. — 1973. — № 5. — С. 33—47.
4. Лихачев А. П. О поведении химических элементов в магматических и гидротермальных процессах // ЗВМО. — 1975. — № 6. — С. 649—663.
5. Likhachev A.P. Redeposition of ore-producing and petrogenetic components by aqueous solutions (англ.) // Geochemistry Internat. — 1975. — No. 12. — P. 101—113.
6. Лихачев А. П. Лазерный способ исследования веществ при сверхвысоких температурах и давлениях // Геохимия. — 1978. — № 10. — С. 1554—1557.
7. Лихачев А. П. Возможности применения химических транспортных процессов в производстве цветных и благородных металлов // Цветные металлы. — 1988. — № 12. — С. 29—31.
8. Likhachev A.P. The discovery of a new Maimecha-Kotuyskaya platinum bearing province in the north of the Siberian platform: prognosis and its practical corroboration (англ.) // 8th International platinum symposium Abstract. — Rustenburg, 1998. — P. 203—205.
9. Likhachev A.P. General patterns in the distribution of gold and diamonds deposits, oil and gas fields, and accumulations of other minerals (англ.) // Abstracts 35TH INTERNATIONAL GEOLOGICAL CONGRESS. — CAPE TOWN, S. A. Paper Number: 1850, 2016.
10. Лихачев А. П. К вопросам образования, поведения и фракционирования химических элементов, их изотопов и минералов в природных процессах // Отечественная геология. — 2017. — № 6. — С. 80—93. — ISSN 0869-7175. — doi:10.24411/0869-7175-2020-10007.
11. Likhachev A.P. Terrestrial planets as solid relicts (core) of conventional predominantly gas planets, lost the primary gas component under the influence of the shock wave produced during the initial outbreak of the stars. — Delhi, India: Abstracts 36TH INTERNATIONAL GEOLOGICAL CONGRESS. Paper Number: 872, 2020.
12. Лихачев А. П. Опоискованность Норильского района и перспективы открытия в нем новых Pt-Cu-Ni месторождений // Отечественная геология. — 2020. — № 2. — С. 3—16. — ISSN 0869-7175. — doi:10.24411/0869-7175-2020-10007.